# Corte Franca
Corte Franca is een gemeente in de Italiaanse provincie Brescia (regio Lombardije) en telt 6625 inwoners (31-12-2004). De oppervlakte bedraagt 14,0 km², de bevolkingsdichtheid is 448 inwoners per km².
De volgende frazioni maken deel uit van de gemeente: Borgonato, Colombaro, Nigoline Bonomelli, Timoline.

## Demografie
Corte Franca telt ongeveer 2507 huishoudens. Het aantal inwoners steeg in de periode 1991-2001 met 18,4% volgens cijfers uit de tienjaarlijkse volkstellingen van ISTAT.
| Jaar | Inwoneraantal |
| ---- | ------------- |
| 1991 | 5305          |
| 2001 | 6282          |

## Geografie
Corte Franca grenst aan de volgende gemeenten: Adro, Cazzago San Martino, Iseo, Passirano, Provaglio d'Iseo.